# Warwick and Leamington (circonscription du Parlement britannique)
Pour les articles homonymes, voir Warwick et Leamington.
Circonscription parlementaire de la Chambre des communes
La circonscription de Warwick et Leamington est une circonscription électorale anglaise située dans le Warwickshire, et représentée à la Chambre des communes du Parlement britannique.

## Géographie
La circonscription comprend :
- Les villes de Warwick, Whitnash et Royal Leamington Spa
  - Les banlieues de Myton, Sydenham, Milverton et Lillington
- Les villages et paroisses civiles de Budbrooke, Hampton Magna, Norton Lindsey, Sherbourne, Barford, Wasperton et Bishop's Tachbrook

## Députés
Les Members of Parliament (MPs) de la circonscription sont :
| Législature                             | Années       | Député           | Député          | Parti             |
| --------------------------------------- | ------------ | ---------------- | --------------- | ----------------- |
| Warwick and Leamington issue de Warwick |              |                  |                 |                   |
| 23e                                     | 1885–1886    |                  | Arthur Peel     | Libéral           |
| 24e                                     | 1886–1892    |                  | Arthur Peel     | Libéral-unioniste |
| 25e                                     | 1892–1895    |                  | Arthur Peel     | Libéral-unioniste |
| 26e                                     | 1895–1899    | Alfred Lyttelton |                 | Libéral-unioniste |
| 27e                                     | 1900–1903    | Alfred Lyttelton |                 | Libéral-unioniste |
| 28e                                     | 1906–1910    |                  | Thomas Berridge | Libéral           |
| 29e                                     | 1910–1910    |                  | Ernest Pollock  | Conservateur      |
| 30e                                     | 1910–1917    |                  | Ernest Pollock  | Conservateur      |
| 31e                                     | 1918–1922    |                  | Ernest Pollock  | Conservateur      |
| 32e                                     | 1922–1923    |                  | Ernest Pollock  | Conservateur      |
| 33e                                     | 1923–1924    | Anthony Eden     |                 | Conservateur      |
| 34e                                     | 1924–1929    | Anthony Eden     |                 | Conservateur      |
| 35e                                     | 1929–1931    | Anthony Eden     |                 | Conservateur      |
| 36e                                     | 1931–1935    | Anthony Eden     |                 | Conservateur      |
| 37e                                     | 1935–1945    | Anthony Eden     |                 | Conservateur      |
| 38e                                     | 1945–1950    | Anthony Eden     |                 | Conservateur      |
| 39e                                     | 1950–1951    | Anthony Eden     |                 | Conservateur      |
| 40e                                     | 1951–1955    | Anthony Eden     |                 | Conservateur      |
| 41e                                     | 1955–1957    | Anthony Eden     |                 | Conservateur      |
| 41e                                     | 1957-1959    | John Hobson      |                 | Conservateur      |
| 42e                                     | 1959–1964    | John Hobson      |                 | Conservateur      |
| 43e                                     | 1964–1966    | John Hobson      |                 | Conservateur      |
| 44e                                     | 1966–1968    | John Hobson      |                 | Conservateur      |
| 44e                                     | 1968-1970    | Dudley Smith     |                 | Conservateur      |
| 45e                                     | 1970–1974    | Dudley Smith     |                 | Conservateur      |
| 46e                                     | 1974–1974    | Dudley Smith     |                 | Conservateur      |
| 47e                                     | 1974–1979    | Dudley Smith     |                 | Conservateur      |
| 48e                                     | 1979–1983    | Dudley Smith     |                 | Conservateur      |
| 49e                                     | 1983–1987    | Dudley Smith     |                 | Conservateur      |
| 50e                                     | 1987–1992    | Dudley Smith     |                 | Conservateur      |
| 51e                                     | 1992–1997    | Dudley Smith     |                 | Conservateur      |
| 52e                                     | 1997–2001    |                  | James Plaskitt  | Travailliste      |
| 53e                                     | 2001–2005    |                  | James Plaskitt  | Travailliste      |
| 54e                                     | 2005–2010    |                  | James Plaskitt  | Travailliste      |
| 55e                                     | 2010–2015    |                  | Chris White     | Conservateur      |
| 56e                                     | 2015–2017    |                  | Chris White     | Conservateur      |
| 57e                                     | 2017–2019    |                  | Matt Western    | Travailliste      |
| 58e                                     | 2019–Présent |                  | Matt Western    | Travailliste      |

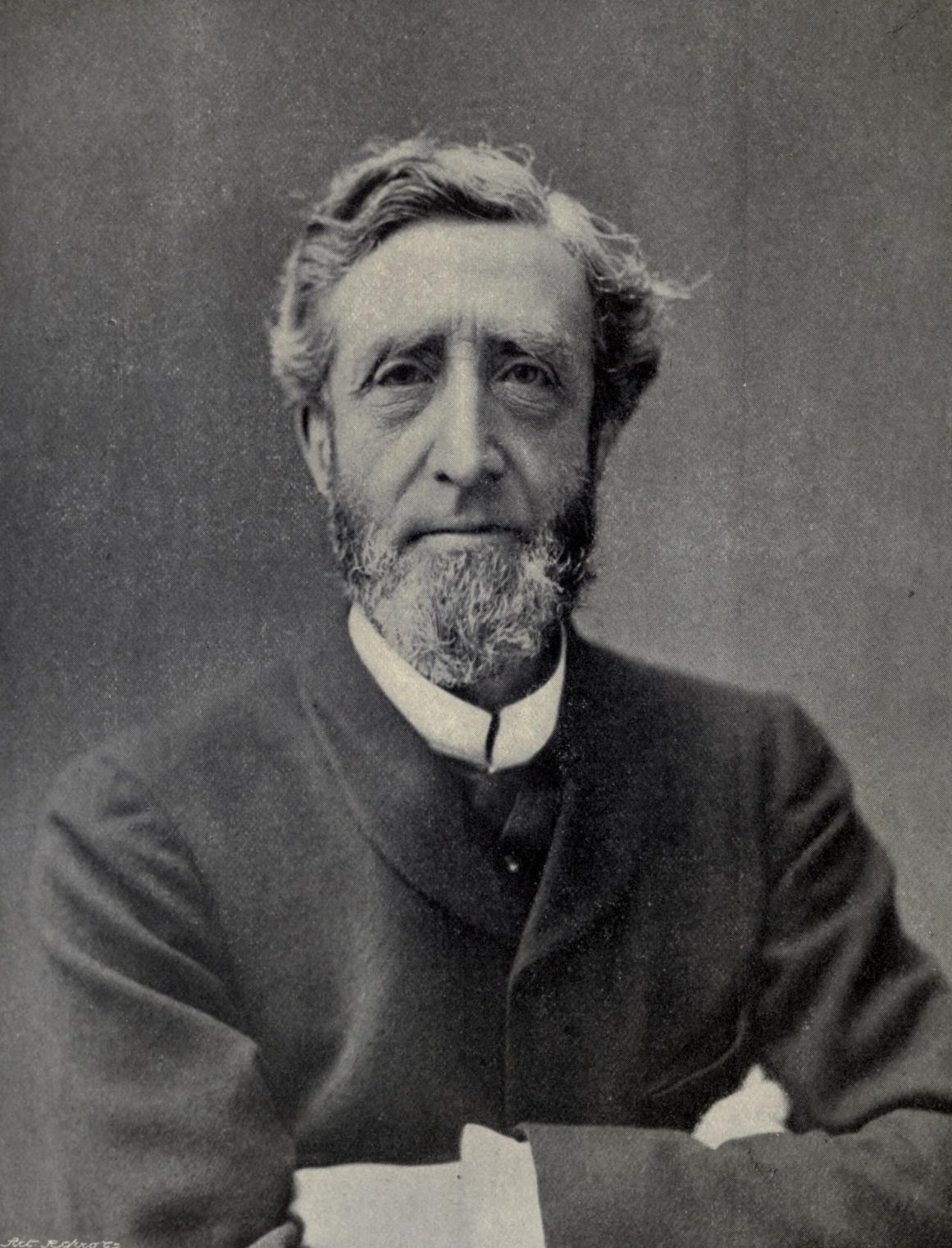
Arthur Peel (1885-1895)
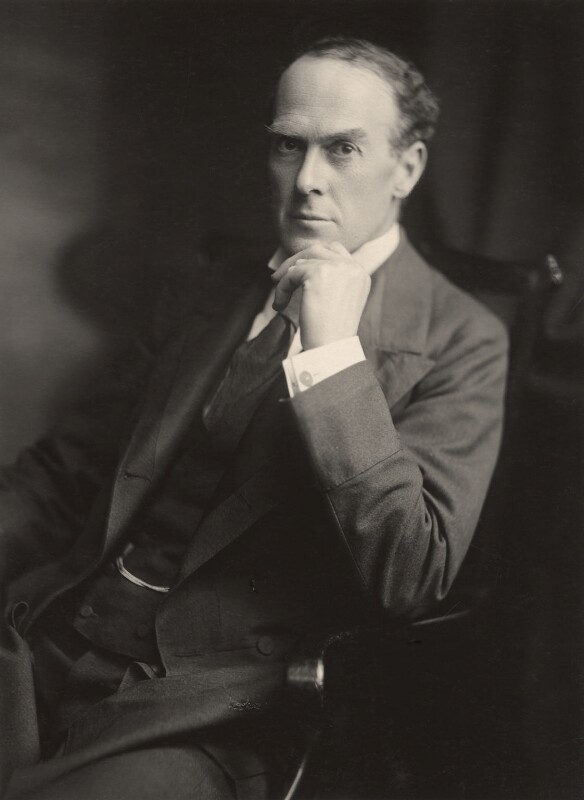
Alfred Lyttelton (1895-1906)
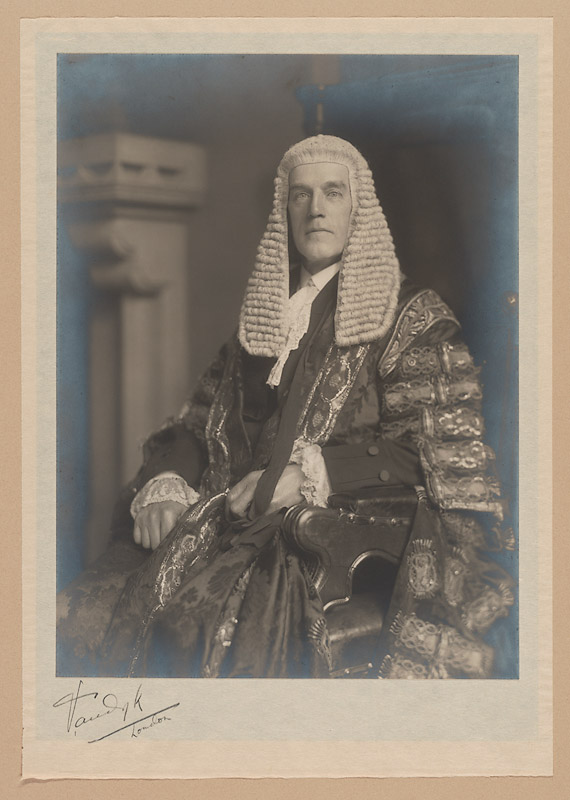
Ernest Pollock (1910-1923)
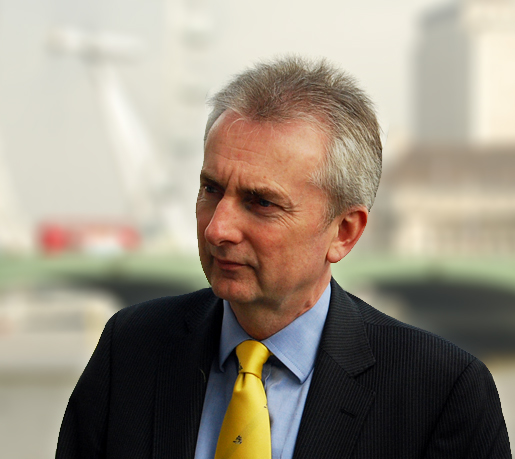
James Plaskitt (1997-2010)
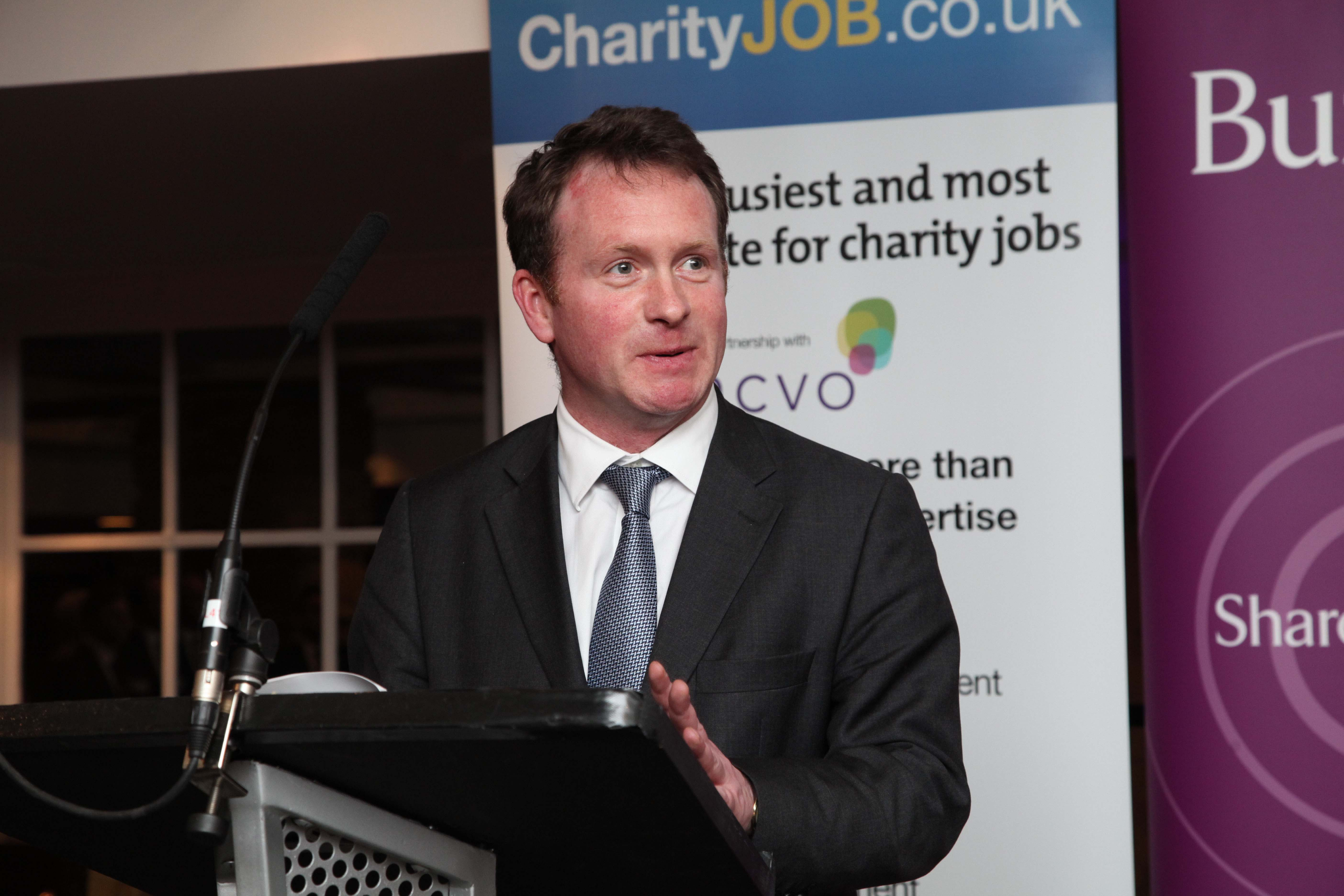
Chris White (2010-2017)
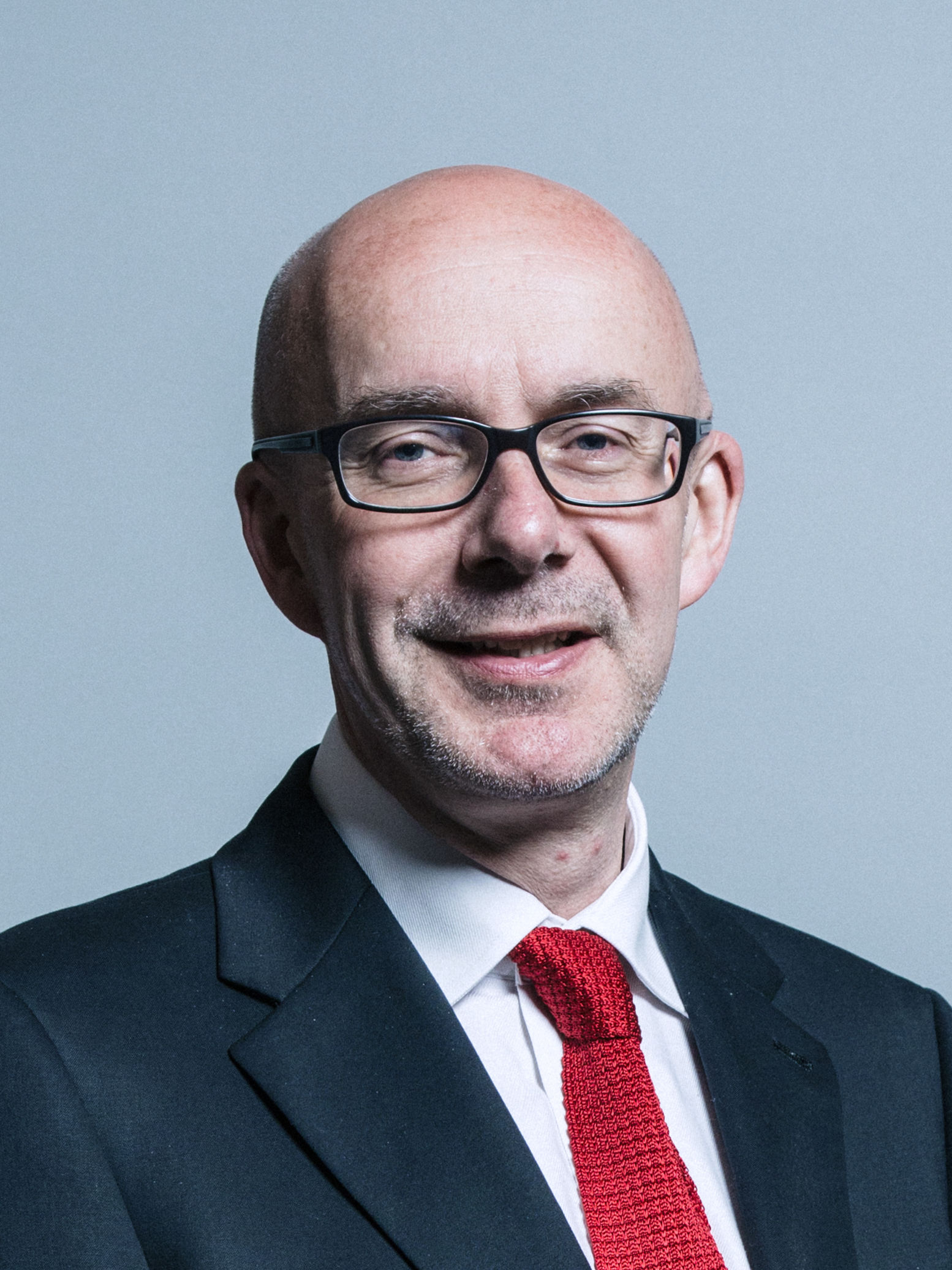
Matt Western (2017-Présent)